# Здание купеческой биржи (Саратов)
Здание купеческой биржи — здание конца XIX века в городе Саратове, Саратовской области. Построено по проекту Франциска Шустера в классическом стиле. Памятник истории и культуры федерального значения. В настоящее время здесь размещается 3-й корпус Саратовского художественного музея имени А. Н. Радищева.
Замысел Ф. Шустера был в том, чтобы подчинить архитектурное решение биржи темам соседних крупных и важных построек: пассажа Юренкова, здания окружных судов, и, прежде всего, боголюбовского музея. Нейтральное убранство здания, ограниченное лишь рустовкой стен и простыми по рисунку пилястрами — то свойство, которое позволило ему органично вписаться в контекст.
Портал решённого в классицистической ветви эклектики храма коммерсантов представляет торжественная лоджия с широкой лестницей, чугунными решетками, фонарями и лепными украшениями. Главный вход с Московской улицы, второй был с Театральной площади. Первоначальный объём здания примерно вполовину меньше нынешнего. А. М. Салько, расширяя здание в 1900—1904 годах, развил идею «быть достойным в ансамбле первых». Биржа перестала теряться на фоне нового Гостиного двора, её новый градостроительный масштаб стал соотноситься с величиной и значением окружающих построек.

## История
Проект здания биржи для купцов, фабрикантов, предпринимателей из Саратова на углу Московской и Никольской (ныне Радищева) улиц был предложен Ф. Шустером в 1889 году. Весной этого же года заложен фундамент, и 7 сентября 1890 года строение торжественно введено в эксплуатацию. Биржа была товарной, товары продавали по стандартам или образцам, заключали контракты на его отправку по заранее оговоренной цене.

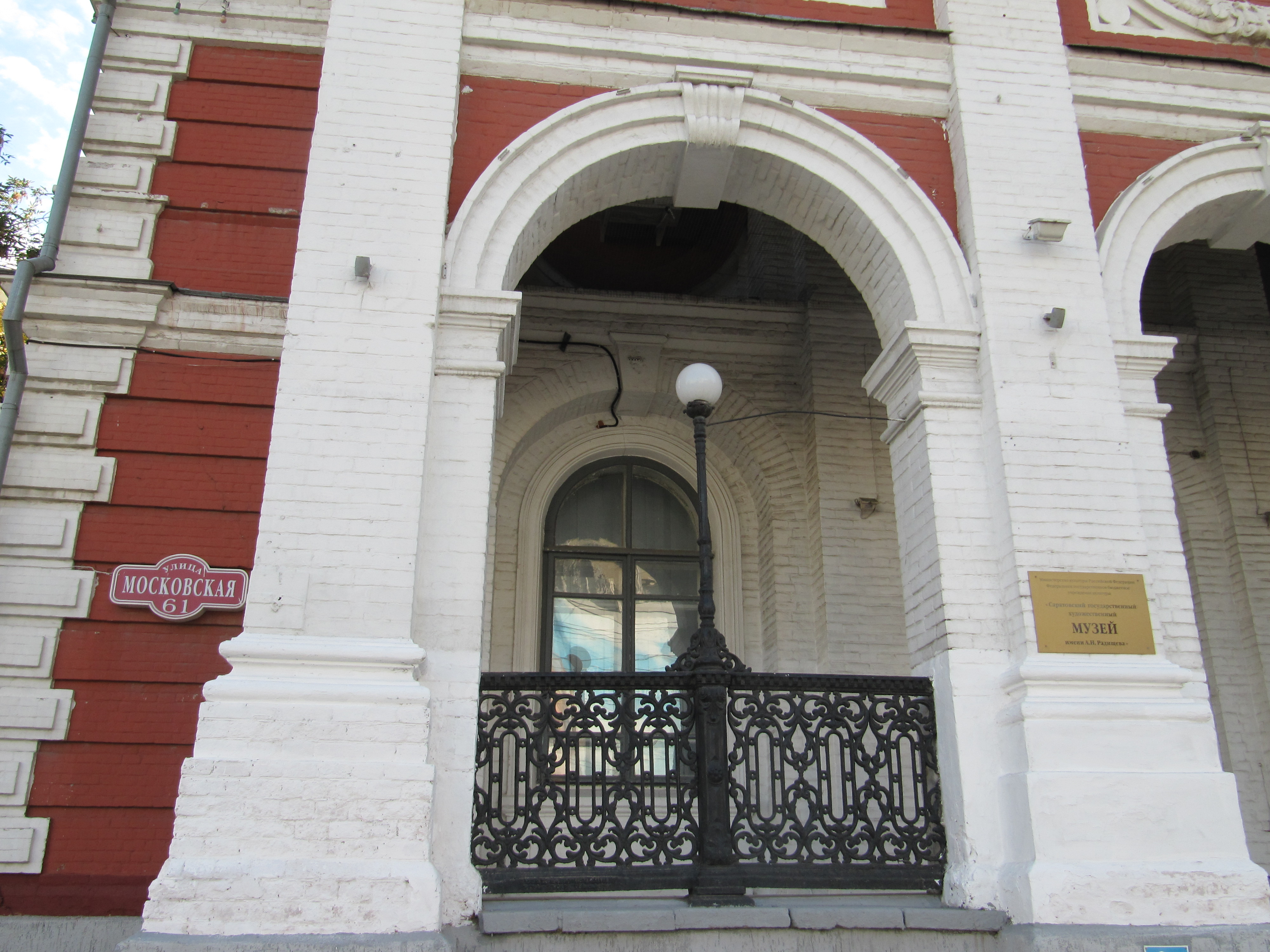
Фрагмент

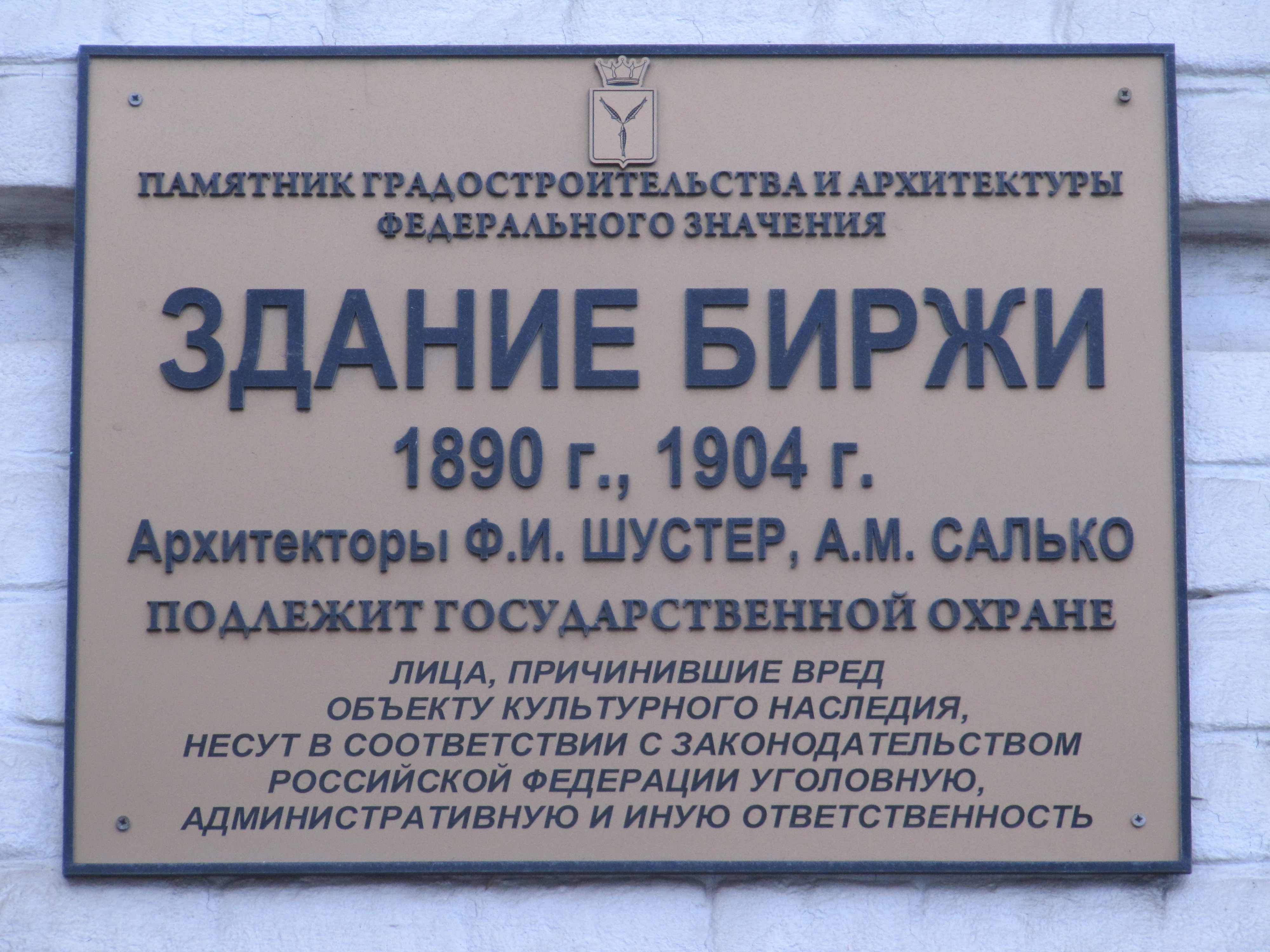
Табличка

В 1900 году зарождается проект фондовой биржи, которая управляла бы продажей и покупкой ценных бумаг в Саратове. Биржевой комитет принял решение увеличить здание биржи и возвести пристройку в сторону Александро-Невской часовни. Городским архитектором Алексеем Салько был предложен проект и рассчитана сметная стоимость. Пристройка возведена за два года, и в конце 1904 года новые операционные залы были открыты. Площадь здания составила 1,7 тыс. кв. метров.
В 1918 году здание отдано под солдатский, а позже красноармейский клуб, возможно, там располагался и клуб анархистов. С началом НЭПа в 1922 году возродилась биржа, которая в 1930 году уступила своё место рабфаку. В 1935 году в здании был открыт исторический, а позднее филологический факультеты Саратовского государственного университета, которые находились там до 1999 года. С этого времени и до 2017 года в здании расположились учебные корпуса Поволжской Академии Государственной Службы.
Саратовским государственным художественным музеем им. А. Н. Радищева здесь размещен музей-центр «Русский авангард. XX—XXI век».